# Léon Semmeling
Léon Semmeling  (prononcé en français : [sɛmlɛ̃]), né le 4 janvier 1940 à Mouland en Belgique et mort le 14 mars 2024 est un footballeur international et entraîneur belge.

## Biographie
Léon Semmeling débute au CS Visé à l'âge de douze ans avant d'être intronisé en équipe première à seize ans. Repéré par le Standard de Liège, il y est recruté à 17 ans seulementet y parcourt toute sa carrière professionnelle au poste d'ailier-droit. Léon Semmeling raccroche les crampons en 1975, après une ultime saison disputée pour l'Union Royale Namur en troisième division.
Entre 1959 et 1974, il dispute 449 rencontres et inscrit 73 buts. Il est surnommé P'tit Léon en raison de son mètre 69. Il est international à 35 reprises. Léon Semmeling a joué, pour la Belgique, la Coupe du monde 1970 et la Coupe d'Europe des nations 1972.
Léon Semmeling est une Légende du Standard de Liège.
Il est le seul joueur du Standard à avoir été sacré Champion de Belgique à cinq reprises (en 1961, 1963, 1969, 1970 et 1971). Il est capitaine de l'équipe de 1966 à 1972. Il remporte également deux coupes de Belgique (en 1966 et 1967), totalisant ainsi sept trophées avec les Rouches.
Après sa carrière de joueur, Léon Semmeling devient entraîneur. Il est notamment l'adjoint de Raymond Goethals au Standard de Liège dans les années 1980.

## Palmarès
- International de 1961 à 1974 (35 sélections)
- Participation à la Coupe du monde 1970 (3 matches)
- Demi-finaliste de l'Euro 72 (2 matches dont la petite finale)
- Champion de Belgique en 1961, 1963, 1969, 1970 et 1971 avec le Standard de Liège
- Vice-Champion de Belgique en 1962, 1965 et 1973 avec le Standard de Liège
- Vainqueur de la Coupe de Belgique en 1966 et 1967 avec le Standard de Liège
- Finaliste de la Coupe de Belgique en 1965, 1972 et 1973 avec le Standard de Liège
- Finaliste de la Coupe de la Ligue Pro en 1974 avec le Standard de Liège